# Il Nuovo Cimento
Il Nuovo Cimento (italienisch Der Neue Versuch) ist eine Physik-Zeitschrift, die seit 1897 von der italienischen physikalischen Gesellschaft (Società Italiana di Fisica) herausgegeben wird. Die Zeitschrift wurde 1855 von Carlo Matteucci und Raffaele Piria in Pisa gegründet und setzte eine 1844 von beiden unter dem Titel Il Cimento gegründete Zeitschrift fort.
Es erschien in folgenden Reihen:
- Reihe A (Teilchenphysik) seit 1965; 1999 aufgegangen im European Physical Journal
- Reihe B (mathematische Physik, Relativitätstheorie, Astronomie) seit 1965
- Reihe C (Geophysik, Astrophysik, Biophysik) seit 1978
- Reihe D (Festkörperphysik, Atomphysik, Molekülphysik) seit 1982; 1998 aufgegangen im European Physical Journal
- Supplemento al Nuovo Cimento (Beilage zum ...) 1949 bis 1968
- Lettere al Nuovo Cimento (Briefe an ...) seit 1969; 1986 aufgegangen in den Europhysics Letters
- Rivista del Nuovo Cimento (Review-Artikel) seit 1969

Heute erscheint noch neben den Rivista:
- Reihe B (angewandte Physik, Grundlagenforschung), monatlich[1]
- Reihe C (Konferenz- und Workshop-Beiträge), zweimonatlich.